# Dawn Over the Clover Field
『Dawn Over the Clover Field』（ドーン・オーバー・ザ・クローバー・フィールド）は、槇原敬之19枚目のオリジナル・アルバム。2012年12月19日、Buppuレーベルから発売された。

## 概要
『Heart to Heart』から1年5ヶ月振り。Buppuレーベル第2弾。初回限定盤はボーナス・トラック・DVD付。ボーナス・トラックは2012年9月7日から放送のリクルート「タウンワーク」CMソング「バイトが君を待っている」。DVDは10月24日発売、43枚目のシングル「四つ葉のクローバー」MV収録。
本作は2012年6月、TBSチャンネル『世界癒しの旅シリーズ 槇原敬之 アイルランド音楽紀行』撮影で訪れたアイルランドがテーマ。タイトルの意味は「クローバーの野原に夜明けが来た」。槇原曰く「『日出ずる国』から槇原敬之がアイルランドに来た」をかっこ良く英語にするとこのタイトルになった。
ジャケットは2012年11月初旬、静岡県の朝霧高原で撮影。夜明けをイメージ。テーマは「一人旅」。槇原が一人キャンプをしているところ。
本作を引っ提げて2013年2月23日からコンサートツアー「Makihara Noriyuki Concert Tour 2013"Dawn Over the Clover Field"」が埼玉県のさいたま市文化センターからスタート。同年6月2日の大阪フェスティバルホールまで全51公演を敢行。本ツアー収録DVD『Makihara Noriyuki Concert Tour 2013 "Dawn Over the Clover Field"』が2013年10月16日に発売。
『世界癒しの旅シリーズ 槇原敬之 アイルランド音楽紀行』は2014年2月19日DVDで発売。

## 収録曲
全作詞・作曲・編曲:槇原敬之
1. Theme Song
2. Birds Stop Twittering Tonight
3. ゼイタク （Album Ver.）
  - 43枚目シングル「四つ葉のクローバー」C/W曲アルバムヴァージョン。
4. バイトが君を待っている（Bonus Track）
  - リクルート「タウンワーク」TVCMソング。
  - 初回生産限定盤のみ収録。
5. Season’s Greeting
6. 恋する心達のために（Album Ver.）
  - 4月25日発売、42枚目シングル。
  - ミュージカル『コーヒープリンス1号店』テーマソング。
7. Curtain Call
8. まったくどうにもまいっちゃうぜ
  - インターネットラジオ『槇原敬之の神宮前ヴェランダスタジオ』に送られたリスナーのメールから生まれた。
9. 四つ葉のクローバー (Album Ver.)
  - 10月24日発売、43枚目シングル。
  - 関西テレビ・フジテレビ系火曜22時連続ドラマ『ゴーイング マイ ホーム』主題歌。
10. Flying Angels
11. Boys & Girls!